# فرش خزه
فرش خزه گل‌سنگ‌هایی هستند که از جلبک‌ها و قارچ‌ها تشکیل شده‌اند و موجب تخریب و تجزیهٔ سنگ‌ها به دلیل هوازدگی می‌شوند. شرایط مناسب زیستی و جلبک‌های آب شور در وفور منابع غذایی این پدیدهٔ زیبا را به وجود می‌آورد. فرش خزه‌های چابهار در ایران نمونه‌ای از این پدیدهٔ دریایی هستند.